# Флуороетанова кислота
Флуороцтова кислота (цимонова кислота) — органічна сполука з класу галогенкарбонових кислот. Сильніша за оцтову кислоту, але слабша за ди- і трифлуороцтову, і, на відміну від останніх, є дуже токсичною.
Вперше була отримана в 1896 році, при цьому про токсичність нічого не зазначалося. В 1935—1939 кислота знову досліджувалася. Було виявлено, що вона є дуже токсичною. Опублікувалося це в 1947 році.
Натрієва сіль кислоти використовувалася раніше як родентицид.